# 大いなる男たち
『大いなる男たち』（おおいなるおとこたち、The Undefeated）は、1969年のアメリカ合衆国の映画。スタンリー・L・ホー(ハフ)の原作に基づき、アンドリュー・V・マクラグレンが監督した。クレジットには記されていないが、主演のジョン・ウェインも監督として参加している。ジョン・ウェインの俳優生活40年の記念作であり、南北戦争で戦った北軍と南軍の男たちが、反目しながらも助け合う姿を描いた軽快な西部劇である。
南北戦争後、投降を拒否してメキシコへと向かった南軍のジョセフ・シェルビー将軍率いる一団が、「不敗」（the undefeated）の兵士と呼ばれたエピソードに大まかに基づいている。1860年代に起きたフランス帝国のメキシコ介入が背景にある 。

## あらすじ
南北戦争が終結して数ヶ月。北軍の大佐だったトーマスは、先住民の青年ブルー・ボーイを養子にして牧場を経営していた。メキシコの皇帝に馬を売る話がまとまり、トーマスはかつての部下たちと共に3000頭の馬群を率いて旅立った。メキシコでは革命の混乱が続き、皇帝軍と革命軍（フアレス派）の双方が馬を必要としていたのだ。
旅の途中でトーマスたちは、同じくメキシコを目指す隊列を目にした。それは、南軍のラングドン大佐と部下たちが、活躍の場を求めて皇帝軍の砦に向かう姿であり、女子供も幌馬車で同行していた。ラングドン隊が盗賊に狙われている事に気づいたトーマスは、かつての敵軍に憎まれ口を叩きながらも、力を貸して危機を救った。
救援に感謝したラングドン大佐は、草原で開いた独立記念日のパーティーにトーマスたちを招待した。だが、北軍と南軍の兵士たちは、殴り合う以外に交流の方法を知らなかった。大騒ぎの中で、ラングドンの娘シャーロットと見つめ合うブルー・ボーイ。二人の間にはすでに相思の恋心が芽生えていた。
ラングドン隊と別れたトーマスたちは、道中で全滅した皇帝軍（支援のフランス軍）の遺体を発見した。ブルー・ボーイがラングドン隊に危急を伝えに走ったが、ラングドン隊は行軍を続け、目的地の砦で皇帝軍の盛大な出迎えを受けた。しかし、砦を占領していたのは、実は皇帝軍を装う革命軍だった。
革命軍の真の狙いは、トーマスが運んでいる3000頭の馬だった。部下と家族を人質に取られたラングドン大佐は、恥を忍んでトーマスに助けを求めた。事情を知ったトーマスたちは、立ち塞がる皇帝軍（支援のフランス軍）を蹴散らし、全ての馬を砦に運び込んで南軍の一行を救出した。

## キャスト
| 役名                       | 俳優                           | 日本語吹替                         |
| 役名                       | 俳優                           | TBS版                              |
| -------------------------- | ------------------------------ | ---------------------------------- |
| ジョン・ヘンリー・トーマス | ジョン・ウェイン               | 小林昭二                           |
| ジェームズ・ラングドン大佐 | ロック・ハドソン               | 中丸忠雄                           |
| ブルー・ボーイ             | ロマン・ガブリエル             | 津嘉山正種                         |
| アン・ラングドン           | マリアン・マッカーゴ           | 沢田敏子                           |
| マーガレット・ラングドン   | リー・メリーウェザー           | 藤夏子                             |
| シャーロット・ラングドン   | メリッサ・ニューマン           |                                    |
| バッハ・ウィルクス         | ジャン＝マイケル・ヴィンセント | 若本紀昭                           |
| アンダーソン大尉           | エドワード・フォークナー       | 糸博                               |
| リトル・ジョージ           | マーリン・オルセン             | 飯塚昭三                           |
| ロハス将軍                 | トニー・アギラー               | 石井敏郎                           |
| 不明 その他                |                                | 筈見純 杉田俊也                    |
|                            |                                |                                    |
| 演出                       | 演出                           | 田島荘三                           |
| 翻訳                       |                                |                                    |
| 効果                       |                                |                                    |
| 調整                       | 調整                           | 杉原日出弥                         |
| 制作                       | 制作                           | トランスグローバル                 |
| 解説                       |                                |                                    |
| 初回放送                   | 初回放送                       | 1974年9月30日 『月曜ロードショー』 |

※日本語吹替は上記の他、1970年に制作されたJAL機内上映版も存在する。

## スタッフ
- 監督 - アンドリュー・V・マクラグレン
- 製作 -  ロバート・L・ジャックス
- 原作 - スタンリー・L・ホー(ハフ)
- 脚本 - ジェームズ・リー・バレット
- 撮影 - ウィリアム・クローシア
- 音楽 - ヒューゴ・モンテネグロ
- 特殊効果 - アルバート・ホイットロック